# Driekoningenavond (toneelstuk)

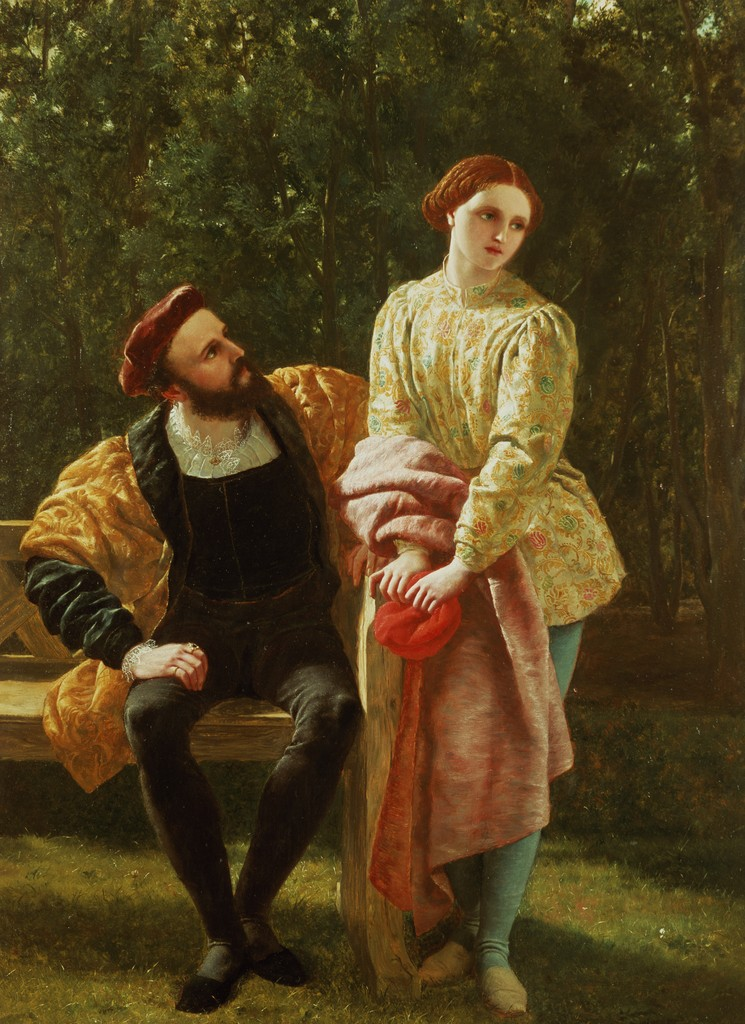
Orsino and Viola. Schilderij van Frederick Richard Pickersgill, olieverf op doek.

Driekoningenavond (Engelse titel: Twelfth Night, voluit Twelfth Night, or What You Will) is een romantische komedie van William Shakespeare, volgens onderzoek geschreven tussen 1599 en eind 1601. De première vond plaats in de grote zaal van de Middle Temple te Londen, op 2 februari tijdens Maria-Lichtmis, een feest om het einde van het kerstmisseizoen te vieren. De plot bevat elementen uit het korte verhaal Over Apollonius en Silla van Barnabe Rich, die zich gebaseerd had op een verhaal van Matteo Bandello.

## Datering en eerste opvoering
De eerste vermelding van het stuk vindt men in een dagboek van advocaat John Manningham over een stuk, "vergelijkbaar met The Comedy of Errors", dat opgevoerd werd tijdens de Maria-Lichtmisviering van 2 februari 1602 in de Middle Temple. Mede op stilistische gronden lijkt het echter aannemelijk dat de eerste opvoering reeds in 1600 of 1601 plaatsvond. Het stuk werd niet gepubliceerd tot het in de First Folio van 1623 werd opgenomen. Volgens Leslie Hotsons boek The First Night of "The Twelfth Night" zou Shakespeare het stuk in opdracht van het hof hebben geschreven ter ere van een bezoek van Don Virginio Orsino, Hertog van Bracciano. De opvoering ervan zou hebben plaatsgevonden op 6 januari 1601, de 'Twaalfde nacht na kerstmis)'). Deze theorie lijkt echter weinig waarschijnlijk, want de betreffende hertog arriveerde pas in Londen op 26 december 1600, waardoor de Lord Chamberlain's Men de komedie in slechts 10 dagen zouden moeten hebben inoefenen. In Twelfth Night staan er zelfs helemaal geen verwijzingen naar de Feast of Epiphany (Driekoningen), dat als 12e dag een hoogtepunt betekende van de viering van de kerstmisperiode.

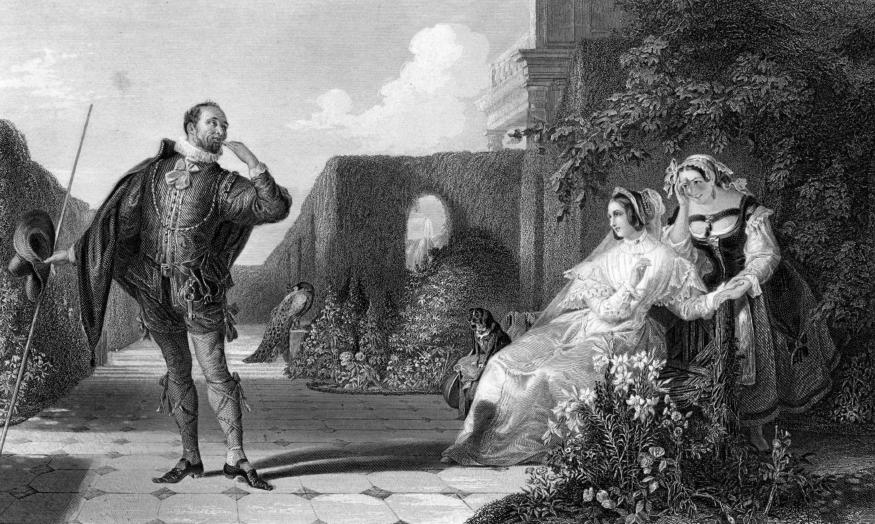
Malvolio and Olivia op een gravure door R. Staines naar een schilderij van Daniel Maclise (1806-1870).

## Belangrijkste thema's
- Liefde als oorzaak van lijden: in een romantische komedie is romantische liefde het centrale thema. Hoewel het stuk een happy end heeft waarbij alle gelieven elkaar vinden, toont Shakespeare toch aan dat liefde pijn kan veroorzaken. Veel personages vatten liefde op als een 'vloek', die weerloze slachtoffers overvalt en hun leven ontregelt.
- Genderidentiteit[1] en geslachtsverwarring: Twelfth Night is een van Shakespeares 'travestieten-komedies' waarin een vrouwelijk personage - in dit geval Viola - zichzelf als man vermomt, hierdoor een verwarrende situatie creërend tussen de seksen.
- ‘De dwaasheid van ambitie', verpersoonlijkt in het personage van Malvolio, die eerst een bekwame maar saaie bediende is en dan een mateloze ambitie krijgt om zich sociaal te verbeteren. Die dwaasheid is gesitueerd - zoals de titel suggereert - tegen de achtergrond van het feest van Twelfth night waarbij de rollen in de maatschappij worden omgedraaid en de sociale orde wordt omver geworpen.

De titel zelf is een voorbeeld van het centrale thema van het stuk: schijnbare gelijkenis, vermomming. Wanneer de tweeling Viola en Sebastian door schipbreuk op een vreemd eiland in het koninkrijk Illyria terechtkomen en elkaar kwijtraken, verkleedt het meisje zich als haar broer om in dienst te treden bij de hertog Orsino, die een jongedame Olivia het hof wil maken terwijl er kapers op de kust zijn. Welke verhaallijn ook wordt gekozen, die loopt zeker in de knoop.
Ondanks deze moeilijkheden zijn de personages nooit zwaarmoedig. De openingsregel, bij monde van de hertog, zet meteen een luchtige toon:
If music be the food of love, play on;
Give me excess of it
Als muziek liefdesvoedsel is, speel dan verder
Geef er een overdaad van.

## Belangrijkste personages
- Viola: een jonge, aristocratische vrouw. Zij is de protagonist van het stuk. Nadat het schip waar ze op reist in een storm vergaat, spoelt zij aan op de kust van Illyria. Ze vermomt zichzelf als man en slaagt erin om als "Cesario" in dienst te komen van Hertog Orsino. Zij wordt verliefd op hem, terwijl Olivia, de vrouw die Orsino het hof maakt, verliefd wordt op "Cesario". Viola kan Orsino niet zeggen dat ze van hem houdt, evenmin als ze Olivia kan zeggen dat ze eigenlijk een vrouw is. Deze penible situatie vormt het centrale conflict van het stuk.
- Orsino : een machtig edelman van Illyria. Orsino is smoorverliefd op de mooie Lady Olivia, maar voelt zich meer en meer aangetrokken door zijn page, Cesario, die dus eigenlijk een vrouw is. De egocentrische Orsino is eigenlijk meer verliefd op het idee van verliefd te zijn en loopt de hele tijd te jammeren over hoe liefdesziek hij wel is van Olivia.
- Olivia: een rijke, mooie en edele Illyrische dame die het hof wordt gemaakt door zowel Orsino als Sir Andrew Aguecheek. Zij wimpelt beiden af door te zeggen dat ze nog in rouw is voor haar broer die onlangs gestorven is, en dat ze nog zeven jaar wil wachten vooraleer zich te verloven. Ze lijkt van karakter een beetje op Orsino, want ook zij wentelt zich graag in haar eigen 'miserie'. Met de komst van "Cesario" komt er een einde aan haar zelfopgelegde melancholie, maar haar romantische gevoelens blijven erg oppervlakkig.
- Sebastian is Viola's lang verloren gewaande tweelingbroer. Als hij in Illyria aankomt in het gezelschap van zijn vriend en beschermer Antonio, merkt hij dat veel mensen doen alsof ze hem kennen. Lady Olivia, die hij nooit heeft ontmoet, wil zelfs met hem trouwen. Sebastian besluit om de rol van die Cesario, die zijn zuster buiten zijn weten om heeft voorbereid, gewoon te spelen.
- Malvolio is de preutse hoofdbediende van Lady Olivia. Hij is zeer efficiënt in de uitvoering van zijn taken maar tevens heel star waar het zijn opvattingen betreft over drinken, zingen en plezier maken. Zijn hooghartigheid brengt Sir Toby, Sir Andrew, en Maria ertoe om een gemene steek met hem uit te halen: ze laten hem geloven dat Lady Olivia verliefd op hem is. Hij begint te fantaseren over zijn 'geliefde' en over de mogelijkheid om met haar te trouwen, en dat wakkert onverwacht zijn ambitie aan.

## Adaptaties

### In de muziek
Vele componisten hebben zich laten inspireren door scènes uit het stuk.
- Henry Purcell, If music be the food of love, sing on
- Robert Schumann, Schlusslied des Narres, op. 127, nr. 5
- Mario Castelnuovo-Tedesco, La dodicesima notte, Overture, op. 73
- Alexander Mackenzie, Twelfth Night Overture, op. 40, 1888
- Johan Wagenaar, Ouverture Driekoningenavond, 1928
- Joel Feigin, Twelfth Night, opera in twee bedrijven, 2005
- Joseph Haydn, She never told her love
- Jean Sibelius, Trettondagsafton, op. 60, 1909

### In de film
Personages uit het stuk leiden inmiddels eigen levens buiten Illyria, maar het aantal letterlijke verfilmingen is moeilijk te schatten.
- Twelfth Night is een korte bewerking als stomme film uit 1910 geregisseerd door Eugene Mullin en Charles Kent voor Vitagraph Studios, dat in 1925 opging in Warner Brothers. Mullin schreef ook het scenario, Kent speelt ook de rol van Malvolio, een page van Olivia.[2]
- Op 14 mei 1937 zond de BBC een televisiebewerking van Twelfth Night uit ter lengte van dertig minuten. Dit was de première van Shakespeare op televisie. De bewerking was voor het nieuwe medium geproduceerd door George More O'Ferrall. Het stuk werd live uitgezonden vanuit Alexandra Palace in Londen. Aangezien de techniek om televisiebeelden op te slaan nog niet was ontwikkeld, bestaan er van dit schouwspel nog slechts foto's.
- Twelfth Night is een verfilming door John Gorrie uit 1980.[3][4]
- Twelfth Night is een verfilming voor televisie van Kenneth Branagh uit 1988.
- Twelfth Night, or What You Will is een verfilming voor televisie door Paul Kafno uit 1988.[5]
- Twelfth Night is een verfilming door Trevor Nunn uit 1996.
- Twelfth Night, or What You Will is een verfilming voor televisie door Tim Supple uit 2004.
- She's the Man is een verfilming door Andy Fickman uit 2006. Dit is een moderne bewerking met Amanda Bynes en Channing Tatum in de hoofdrollen.

- Bibliothèque nationale de France: cb120735705 (data)
- Gemeinsame Normdatei: 4316770-6
- Library of Congress Control Number: n83311502
- MusicBrainz work: 77bb35b4-388c-4f6f-bd02-b90eefc4ad5e
- Nationale Bibliotheek van Israël: 987007520680405171
- Système universitaire de documentation: 02902269X
- Virtual International Authority File: 316392393